# Dollz
Dollz (også kaldet dolls, duller eller dukker) er små pixelerede billeder, generelt af mennesker. De bruges primært online som avatarer, signatur eller bare som udsmykning af personlige websideer. Personer, der skaber dollz, kaldes dollere. Dolleren kan finde en base og tegne tøj på den i bl.a. Paint, Adobe Photoshop, PSP, Paint.net og lignende grafikprogrammer. Doll makers (eller dulledesignere) er skabere af dollz eller baser og adds dertil. Dyr og møbler kaldes "pixelting". 

## Teknikker
Der findes mange teknikker, hvormed dollz laves. Generelt startes der ud med en såkaldt base, der er de skabeloner, hvorpå dollz tegnes. Ofte er det nøgne menneskekroppe uden hår i en bestemt position. Baser kan også være ikke-menneskelige. Det er ikke nødvendigt at lave sin egen base, da man kan få dem gratis mange steder på internettet, hvilket dog beror på visse regler, såsom at henvise til skaberen og lignende.

## Dollingetikette
De fleste dollere sætter et lille mærke ved siden af dollen for at gøre opmærksom på, at de har lavet den og der dermed påfølger copyright. Det hjælper desværre ikke altid, da de fleste nybegyndere tror, man godt må bruge andres dollz. Frankendolling er, når man tager dele fra andre personers dollz og bruger dem på sin egen.
Nogle dollere tilbyder folk, at de kan adoptere deres dollz. Dette er en lovlig måde, hvorpå man kan vise andres dollz på sin egen hjemmeside.